# Friisita
La friisita és un mineral de la classe dels silicats.

## Característiques
La friisita és un fil·losilicat de fórmula química Pb₈Al₃Si₈O₂₇Cl₃. Va ser aprovada com a espècie vàlida per l'Associació Mineralògica Internacional en el mes d’octubre de l'any 2024, i encara resta pendent de publicació. Cristal·litza en el sistema hexagonal. És una espècie isostructural amb la jagoïta.
Segons la classificació de Nickel-Strunz pertany a «09.EG - Fil·losilicats amb xarxes dobles amb 6-enllaços i més grans» juntament amb altres espècies com la naujakasita, l'estilpnomelana o la wickenburgita. L'exemplar que va servir per a determinar l'espècie, el que es coneix com a material tipus, es troba conservat a les col·leccions mineralògiques del Museu Suec d'Història Natural, situat a Estocolm (Suècia), amb el número de col·lecció: GEO-NRM #19610234.

## Formació i jaciments
Va ser descoberta a la dipòsit de Långban, situada al municipi de Filipstad (Comtat de Värmland, Suècia). Aquest indret és l'únic de tot el planeta on ha estat descrita aquesta espècie mineral.